# Mala Antanta
Mala Antanta je bio vojni savez Jugoslavije, Čehoslovačke i Rumunjske koji je postojao od 1920. do 1938. Uzrok njenog formiranja bio je strah od eventualnog pokušaja Austrije ili Mađarske da vojnim putem povrate teritorije koje je Austro-Ugarska ranije imala.
Uzimajući u obzir broj stanovnika, veliku stajaću vojsku kojom je raspolagala i ogromno prostranstvo na kome se prostirala, Mala Antanta je smatrana "petom silom u Europi".
Francuska je blisko surađivala s ovim savezom i s njenim članicama i s njima je potpisala više vojnih sporazuma.
Krajem studenog 1932. kralj Aleksandar je inicirao izvanredni sastanak ministara država članica Male Antante (Jugoslavije, Rumunjske i Čehoslovačke), koji je održan 18.studenog - 19. prosinca u Beogradu. Najvažnija odluka donijeta na tom sastanku bila je da će ubuduće Mala Antanta nastupati kao jedinstvena politička zajednica. Odluka da se samostalno politički djeluje obrazložena je činjenicom „da su se tri države umorile od toga da budu igračke u rukama velikih susjeda".
Pakt o novoj organizaciji Male antante potpisan je na konferenciji u Ženevi, održanoj 14-16. veljače 1933. godine. Tri države - ističe se u uvodnom dijelu ovog dokumenta - stvaraju „višu međunarodnu zajednicu, kojoj mogu pristupiti i druge države". U organizacijskom pogledu, u ovu zajednicu ugrađeno je nešto što do tada nije postojalo ni u jednom bilateralnom ili regionalnom savezu. Kao upravno tijelo zajedničke politike država Antante ustanovljen je Stalni savjet, sastavljen od ministara vanjskih poslova, koji odluke donosi konsenzusom. Sastaje se obvezno najmanje tri puta godišnje, u prijestolnici svake države čiji ministar te godine predsjedava Savjetom.
Ponovni uspon njemačke moći nakon 1933. postupno je potkopao francuski utjecaj u zemljama Male Antante. Francuska je 1938. izdala savez i potpisala Münchenski sporazum, a dio Čehoslovačke dala je nacističkoj Njemačkoj. Osim te izdaje, naoružavanjem Mađarske dopušteno je Bledskim sporazumom od 22. kolovoza 1938. godine. Francuska je Malu Antantu gledala kao priliku u interesu francuske sigurnosti da oživi prijetnju rata s dva fronta protiv Njemačke. Da bi se oslobodila te prijetnje 1934. godine, Hrvatska i vjerojatno Italija, Mađarska i Bugarska podržali su revolucionara Vladu Černozemskog, koji je ubio jugoslavenskog kralja Aleksandra I. i francuskog ministra vanjskih poslova, dva vodeća zagovornika Male Antante. To je bio uvod u Drugi svjetski rat. Mala Antanta se raspala 1938.